# مقاطعة يونيون (نيو جيرسي)
مقاطعة يونيون (بالإنجليزية: Union County, New Jersey)‏ هي إحدى مقاطعات ولاية نيو جيرسي في الولايات المتحدة. ، بلغ عدد سكانها 536499 نسمة في عام 2010 حسب إحصاء مكتب تعداد الولايات المتحدة وتصل الكثافة السكانية فيها 1953 نسمة/كم2.

## توأمة
لمقاطعة يونيون (نيو جيرسي) اتفاقيات توأمة مع:
- ونجو (1 يونيو 1998 - )

## أعلام
- مارك نابير
- توماس مكارثي
- ماريا ديزيا

## وصلات خارجية
- United States Counties